# Pulemelei Mound
El Pulemelei Mound (también conocido como Tia Seu Ancient Mound) es la estructura más grande y antigua de la Polinesia. Está situado en Letolo Plantation, en el distrito de Palauli, en el extremo este de la isla Savai'i en Samoa.

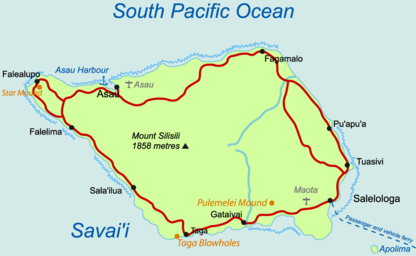
Situación de Pulemelei Moound en la parte del extremo este de la isla de isla Savai'i

## Descripción
El montículo de piedra es una pirámide construida con piedras de basalto y en su base mide 65 por 60 metros y tiene una altura de aproximadamente 12 metros en el borde sur y 7 metros en el borde norte, y parece haber sido orientado con las direcciones cardinales.  Las excavaciones han revelado que probablemente se construyó en algún momento entre los años 1100 y 1400 y que ya no se usó entre el 1700 y 1800. El montículo fue construido con una plataforma base hecha de piedras volcánicas, y parece estar sobre piedras de cimientos colocados verticalmente. Sobre la base de la piedra hay tres plataformas una encima de la otra, con paredes laterales verticales o ligeramente inclinadas. La superficie de la plataforma superior estaba nivelada y pavimentada con piedras de arroyos redondeados, y se encontraron más de 40 mojones de piedra de origen reciente distribuidos en la parte superior. Los informantes locales indicaron que los mojones de piedra se construyeron cuando el montículo se despejó de vegetación.

## Estudios e investigaciones arqueológicas

### Cartografía de 1965
Durante el extenso programa de excavación de Roger Green y Janet Davidson en Samoa 1963-67, el arqueólogo Stuart Scott realizó el primer mapeo del montículo de Pulemelei. El área estaba ubicada dentro de la Plantación «Letolo».

### Estudio 1977-1978
Los estudios arqueológicos realizados por Gregory Jackmond en 1977-1978 registraron 3.000 elementos, entre los que se incluyen plataformas de piedra, vallas de piedra, caminos y hornos de tierra.

### Excavaciones arqueológicas 2002-2004
El trabajo arqueológico en el Montículo Pulemelei fue realizado durante la temporada 2002-2004 por Helene Martinsson-Wallin (directora de la excavación) y el Paul Wallin del Museo Kon-Tiki y Geoffrey Clark de la Universidad Nacional de Australia y más de veinte hombres de Vailoa bajo la supervisión de los terratenientes Nelson inc. El propósito de la excavación era comprender la cronología del montículo y el asentamiento circundante y su relación con el origen y desarrollo de los cacicazgos polinesios y la estratificación en Samoa. Después de retirar el dosel secundario se creó un mapa digital para permitir una descripción detallada del montículo y exponer el grado de degeneración estructural que pudiera tener. Las extensas excavaciones y la datación por radiocarbono revelaron que bajo el montículo había un asentamiento de pastores, hornos y herramientas de piedra que datan de hace unos 2.000 años y que se construyó otra fase de asentamiento hace unos 900 años, justo antes de que se construyera la primera fase del montículo." La primera fase del montículo era una plataforma de 65x50 metros de largo y 3 metros de alto, de contorno de piedras en el borde y que posteriormente fue añadida en altura con una modificación más reciente en el siglo XVI, cuando se añadieron senderos hundidos en los lados este y oeste del montículo. Los excavadores han interpretado el montículo como un centro importante y un lugar ceremonial ligado a la estratificación de la sociedad samoana. Después de examinar los datos de radiocarbono encontrados del carbón vegetal en varios sitios de Samoa, incluyendo el Montículo Pulemelei, se han descubierto que los hornos de tierra, se utilizaban para cocinar la raíz de la planta ti (Cordyline fruticosa) que cocinados a alta temperatura se vuelven comestibles. Los investigadores creen que la planta podría haber sido utilizada en ceremonias rituales. Durante la segunda mitad de la «Edad Oscura» samoana (700-1000 d. C.) hay más pruebas de la actividad humana en la zona de Pulemelei. A través de una mayor datación por radiocarbono, los investigadores también determinaron que «la adición de la plataforma superior es probable que sea contemporánea con la construcción de la Umu ti y el pavimento/casa en el lado sur del montículo de Pulemelei».